# Torre di Atene
 La Torre di Atene (in greco: Πύργος Αθηνών), è un complesso di due edifici situato ad Atene, in Grecia. La Torre di Atene 1 è alta 103 metri ed è l'edificio più alto del paese, mentre la Torre di Atene 2 ha un'altezza di 65 metri.
La costruzione iniziò nel 1968 e fu completata nel 1971. Al momento del suo completamento era il secondo edificio più alto dei Balcani. Si trova nel distretto di Ampelokipi a 2 Messogeion Avenue. È utilizzato da molte società come Interamerican e Alpha Bank. L'architetto della Torre di Atene è Ioannis Vikelas, che ha anche progettato l'edificio principale del museo di Arte Cicladica.

## Storia
La Torre di Atene fu costruita in un periodo in cui la legge sullo sviluppo che limitava l'altezza massima di un edificio non era attiva. Fino al 1968 l'altezza massima consentita di un edificio era di 35 metri e dal 1985 ad oggi di 27 metri. Fino al 1968, l'edificio più alto di Atene era l'Athens Hilton di 14 piani, completato nel 1963. La costruzione della Torre di Atene iniziò nel 1968 e fu intrapresa da Αλβέρτης - Δημόπουλος (Alivertis-Dimopoulos) Α.Ε., una delle più grandi compagnie di costruzioni del tempo. Per la costruzione dell'edificio è stato assegnato il sito 2-4 Messogeion Avenue. L'edificio fu completato nel 1971. Durante gli anni '90 le antenne di telecomunicazione sono state aggiunte sul tetto dell'edificio.